# 円山公園 (札幌市)

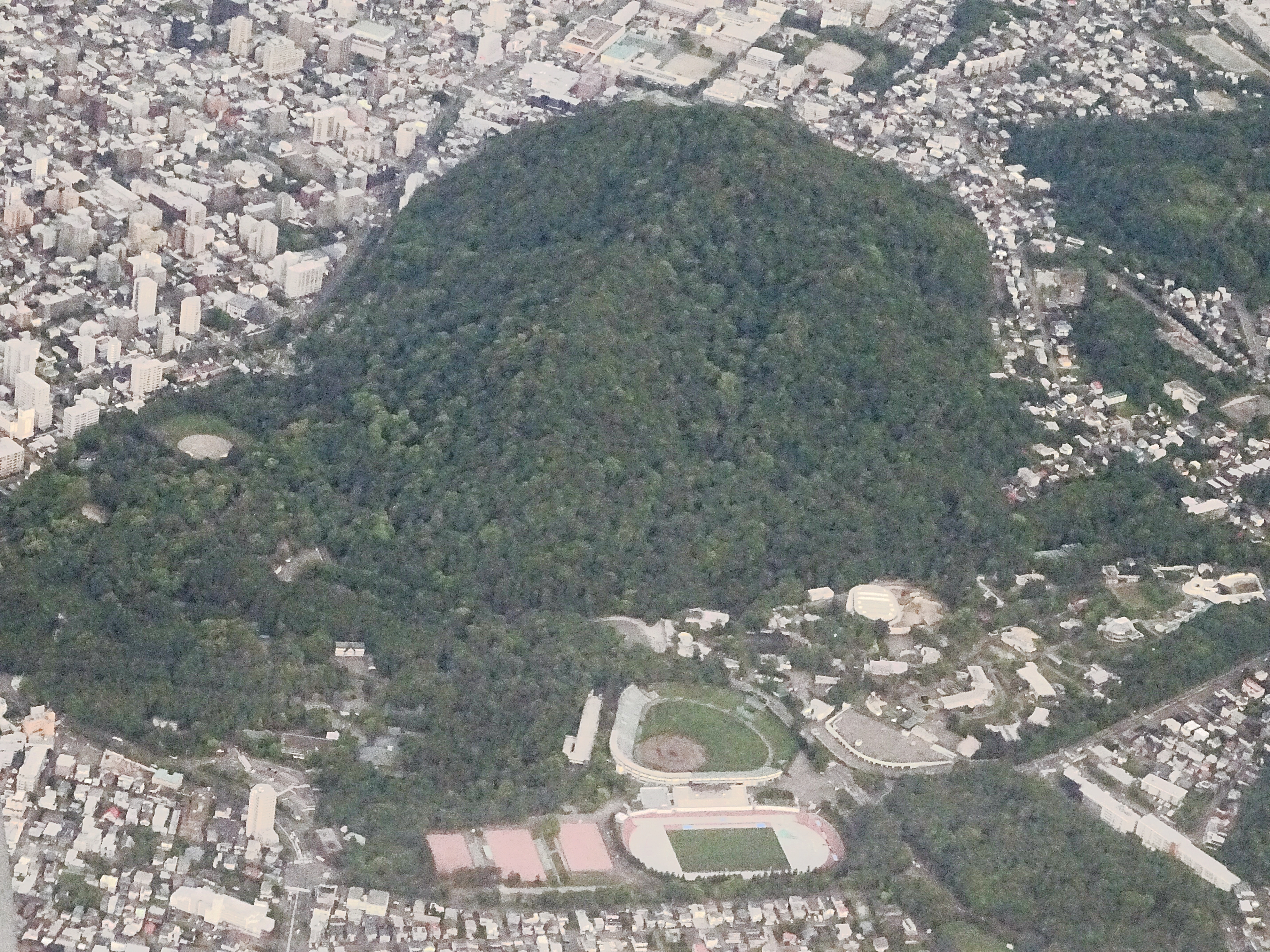
円山公園を空撮（2021年）

円山公園（まるやまこうえん）は、札幌市中央区にある公園。

## 概要
札幌市民憩いの場となっており、札幌神社（現在の北海道神宮）鎮座後は市民の信仰や各種行事、花見の会場として利用され、明治末期から大正期にかけて神社に隣接する円山一帯を公園として運動場などを整備し、戦後には北海道内で初めての動物園が開園した。
円山原始林と連続する公園内には多くの自然が残されているほか、北海道や札幌開拓にまつわる銅像、石碑が建立されている。

## 歴史
1869年（明治2年）、開拓使の判官島義勇が現在の北海道神宮近くの「コタンベツの丘」で札幌本府建設の構想を練ったとされており、そこから真東に望んだ大友堀（現在の創成川）との交点をまちづくりの基点とした。また、島判官は神祇官から開拓三神を授けられており、現在地に神社を創建することも決めている。1870年（明治3年）に東北地方から農民団が入植し、それぞれ適地を求めて集落を形成していった。この年が庚午であったことから村の名前に使用され、円山辺りは庚午三ノ村と呼んでいたが、翌年に開拓判官岩村通俊が神社の麓に村があることから京都にならって円山村と名づけ、山の名前も円山となった。なお、現在の藻岩山はアイヌ語で「インカルシペ」（いつも遠くを見渡す所）と呼ばれていたが、円山命名後に転化したものとされている。
1880年（明治13年）に官園の1つであった札幌官園の樹木試験場を移設し、円山養樹園が開設。スギ林は養樹園の名残りとして希少価値が高い。1901年（明治34年）に養樹園が旭川へ移転すると、円山を公園として整備したい声が上がって御料地となっていた土地の貸し下げ交渉を始め、1903年（明治36年）に公園予定地として札幌区（当時）が借り受けることになった。長岡安平に委嘱した公園計画は和洋折衷で運動場を取り入れた構想であり、明治末期から大正期に整備を進めていった。1914年（大正3年）、上田万平が自費を捻出し自ら鍬をふるって円山山頂までの登山道を開削し、弟の上田善七は登山道に沿って八十八観音を創建した。1915年（大正4年）には成田山札幌別院新栄寺によって大師堂を建て、弘法大師の像を安置している。昭和に入ると円山公園のスポーツ施設を充実する動きが起こり、1934年（昭和9年）に陸上競技場、テニスコート、野球場が竣工した。
戦後、総合運動場がアメリカ進駐軍に接収されてしまうが、解除後は『日米陸上競技大会』、『世界オールラウンドスピードスケート選手権大会』、『国民体育大会』などの開催に伴って公園改善が進んだ。札幌市円山動物園の前身である札幌児童遊園は1951年（昭和26年）に開園した。
長らく、梅と桜の開花時期と重なるゴールデンウィーク中に限り、公園内の一部で火気の使用した飲食（ジンギスカン、バーベキューなど）が認められてきたが、2020年には新型コロナウイルスの感染拡大に伴い、火気使用の解禁や飲食を認めない措置が取られた。同様の措置は2021年以降コロナ禍が収束した後も継続している。

### 年表
- 1869年（明治02年）、札幌本府建設着手。開拓三神鎮斎。
- 1870年（明治03年）、東北地方から農民団が入植。
- 1871年（明治04年）、御霊代（みたましろ）が現在地に鎮座し、社名が札幌神社（現在の北海道神宮）となる[12]。
- 1873年（明治06年）、円山の森林を官林として保護[13]。
- 1875年（明治08年）、福玉仙吉が神社の参道に150本のサクラの苗木を植栽[14][6]。
- 1880年（明治13年）、円山養樹園開設（1901年に旭川へ移転）[15][13]。
- 1914年（大正03年）、円山原始林に登山道が整備され、八十八観音像を安置[13]。
- 1921年（大正10年）、円山原始林が藻岩原始林とともに国の「天然記念物」指定[16][17]。
- 1934年（昭和09年）、市立総合運動場（現在の札幌市円山競技場）、円山庭球場竣工[18][19]。
- 1935年（昭和10年）、円山球場（札幌市円山球場）開場[20]。
- 1951年（昭和26年）、円山児童遊園（現在の札幌市円山動物園）開園[13]。
- 1954年（昭和29年）、円山補助競技場竣工[21]。同年、円山総合グラウンドで第9回国民体育大会が開催。開会式に昭和天皇、香淳皇后が行幸啓[22]。
- 1995年（平成07年）、子供の国が中島公園から移転オープン（2010年閉園）[23]。
- 2011年（平成23年）、「円山公園・北海道神宮境内域」として「北の造園遺産」選定[24]。
- 2015年（平成27年）、大通南線入口の改修工事完了[25][26]。

## 施設
円山動物園
円山総合運動場
円山競技場・円山補助競技場
円山庭球場（軟式）
クレイコート12面（うち夜間照明有4面）
収容人数1,350人
円山球場
坂下野球場
自由広場
大師堂
歩くスキーコース（冬季）

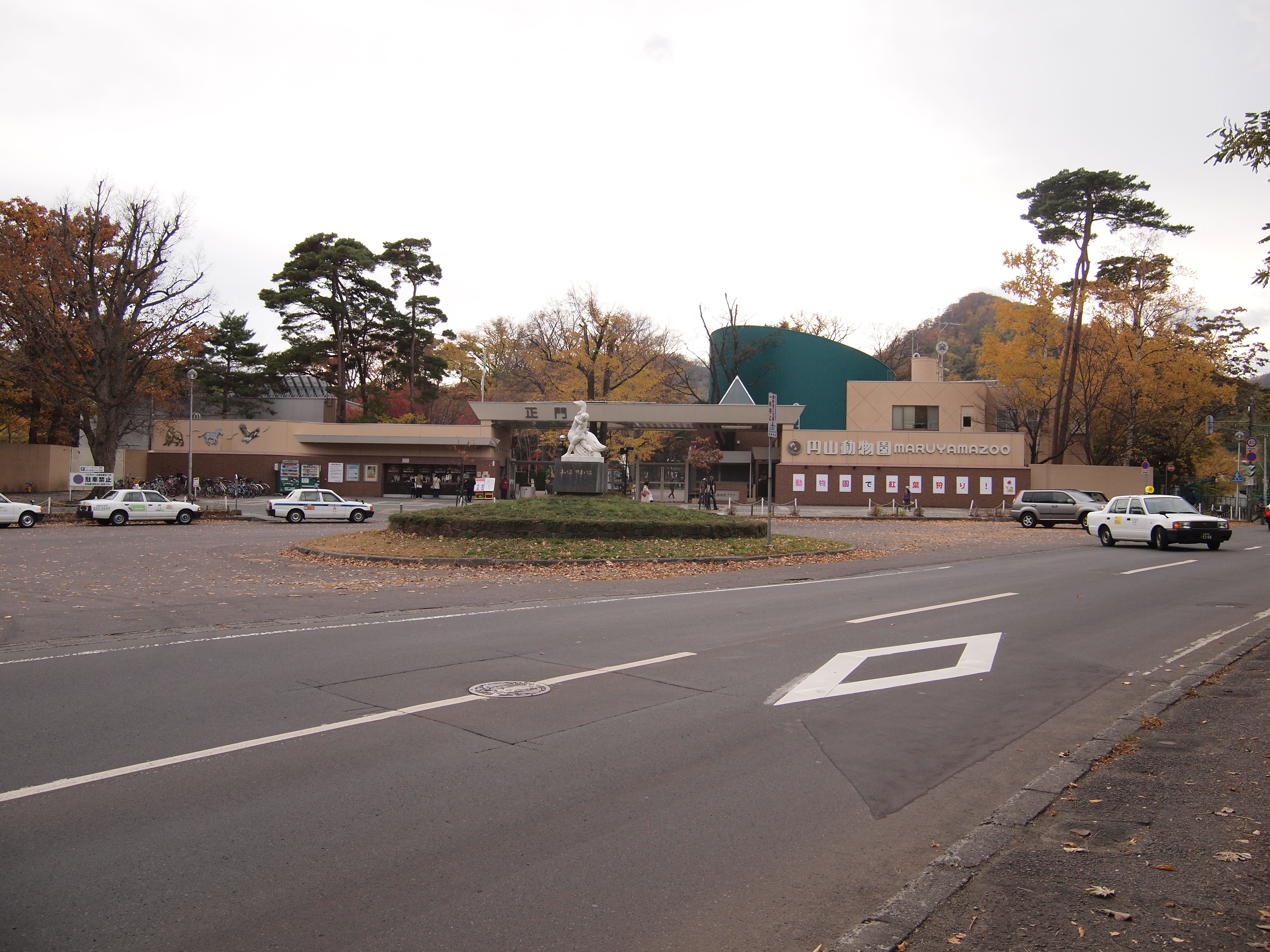
札幌市円山動物園正門（2013年11月）
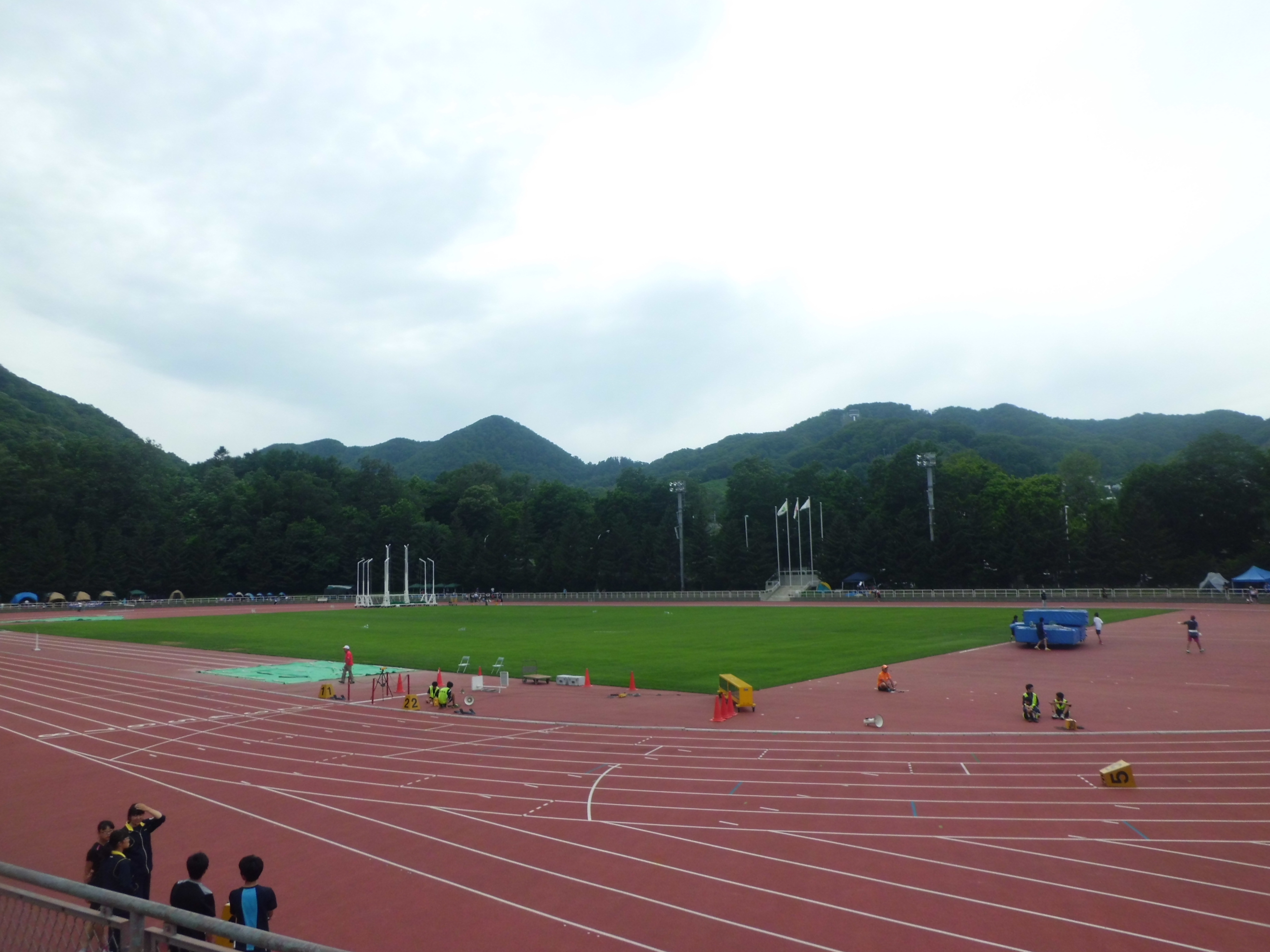
札幌市円山競技場（2015年8月）
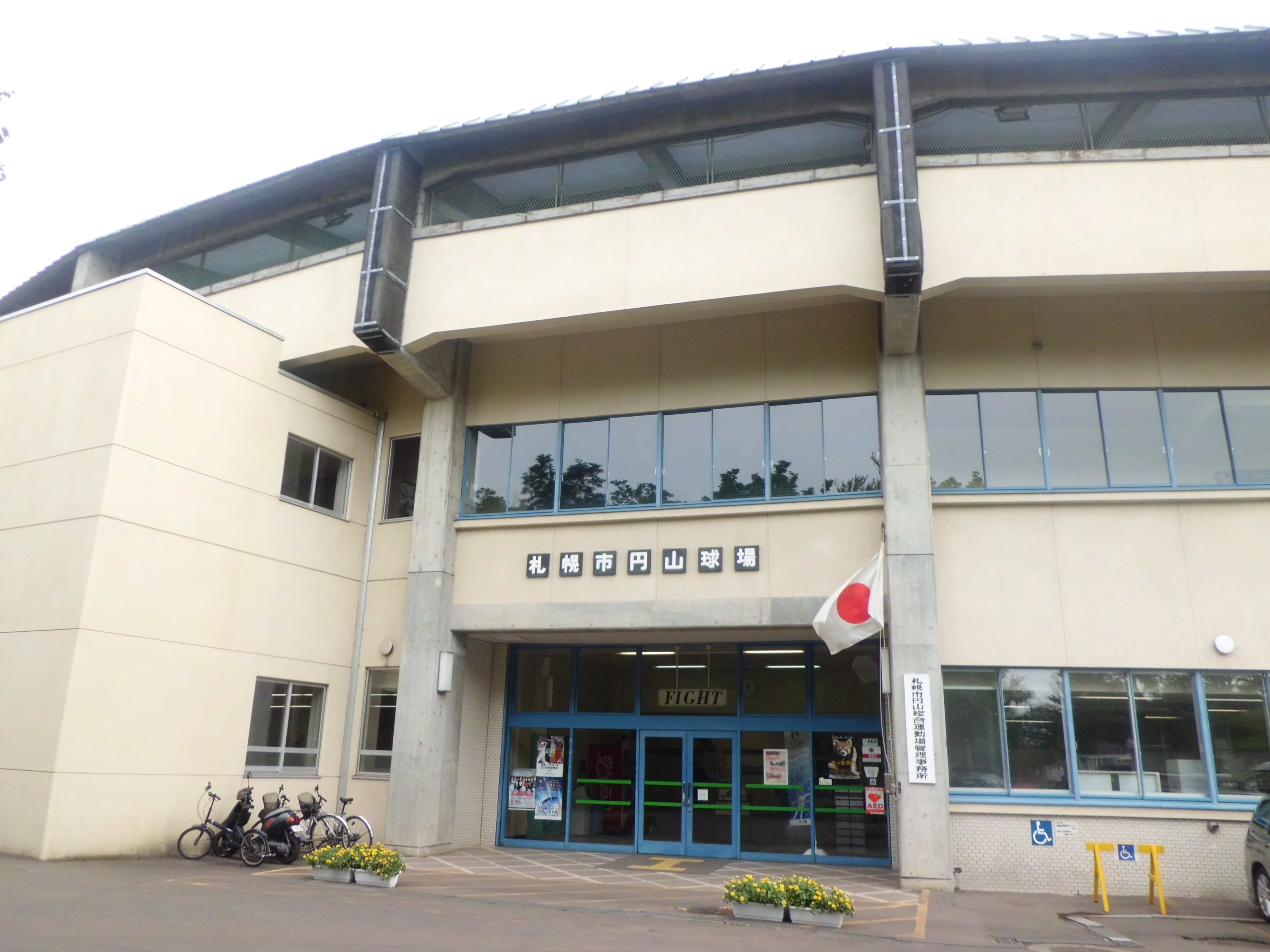
札幌市円山球場（2015年8月）
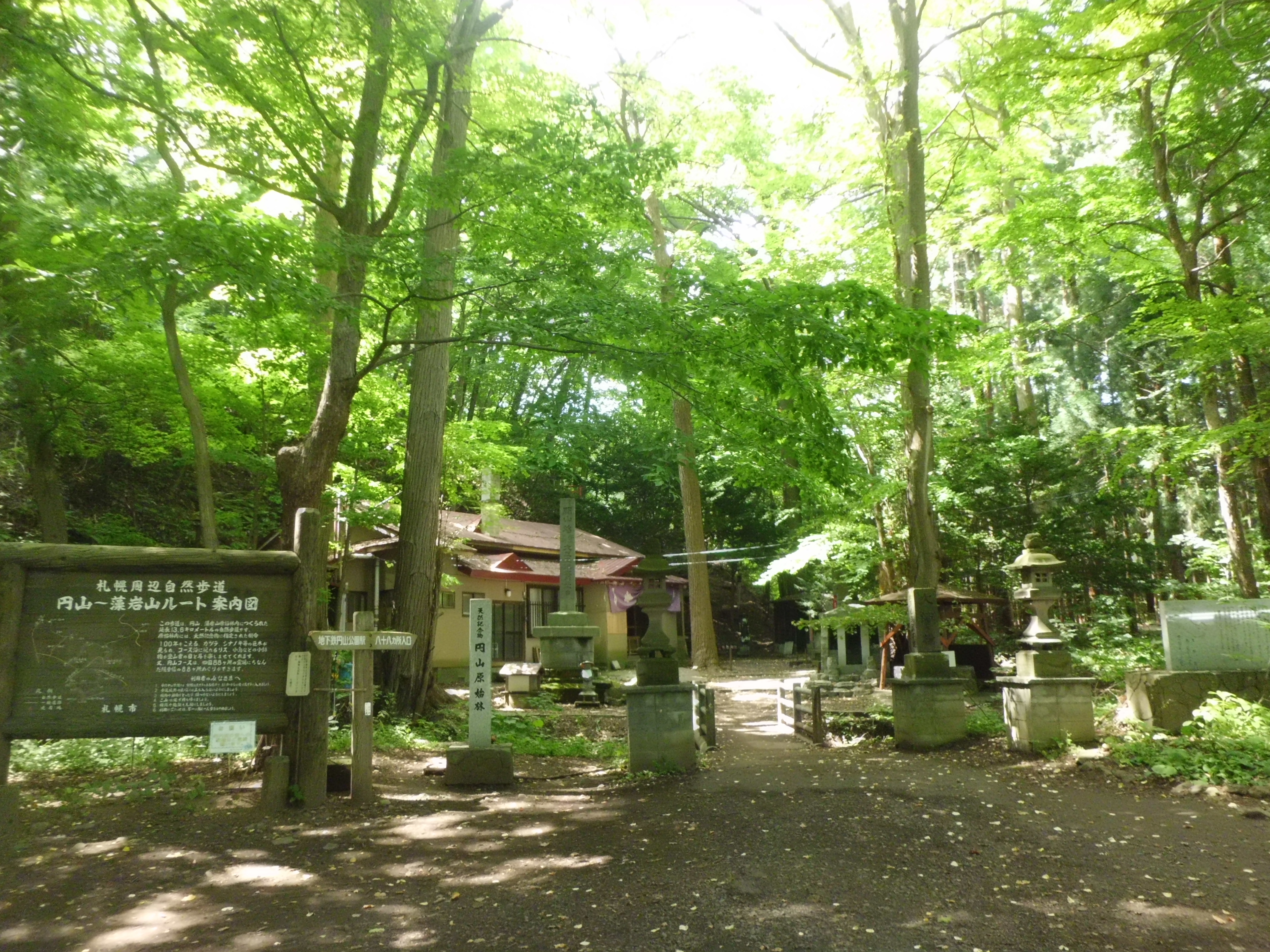
大師堂（2015年8月）

## 植物
- カツラ
- カラマツ
- スギ
- ヨーロッパクロマツ
- エゾヤマザクラ（オオヤマザクラ）
- エゾニワトコ（ニワトコ）
- ニセアカシア
- エゾエノキ（エノキ）

## 石碑・像
- 包丁塚
- 天皇陛下 皇后陛下 北海道開道 札幌市創建 百年行幸啓記念碑
- 岩村通俊の像
- 島義勇の紀功碑
- 殉職消防員之碑
- 山下秀之助歌碑
- 北海道方面委員慰霊碑
- 北海道鉄道殉職碑
- 逓信従業員殉職碑
- 南部忠平顕彰碑

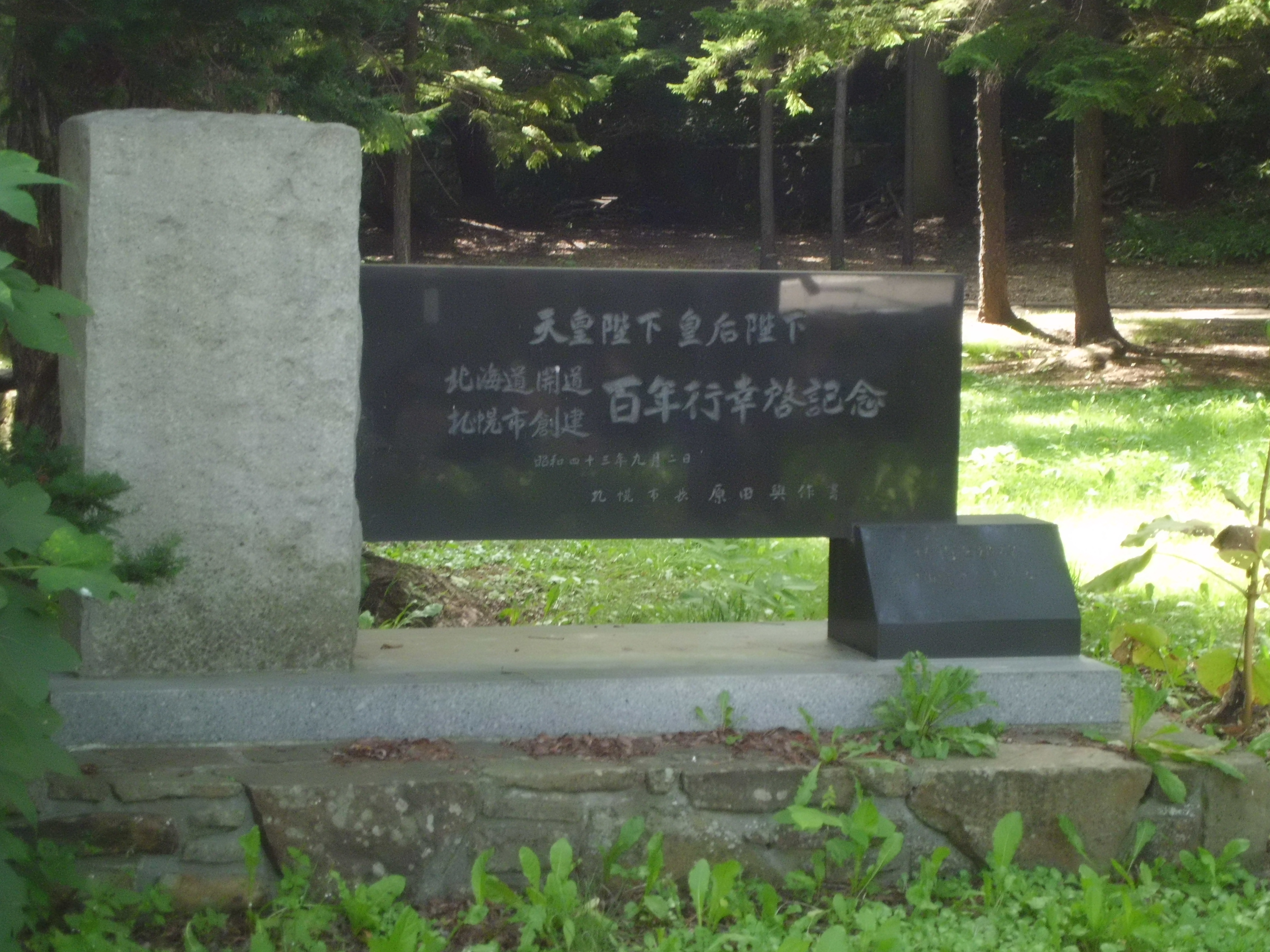
天皇陛下 皇后陛下 北海道開道 札幌市創建 百年行幸啓記念碑（2015年8月）
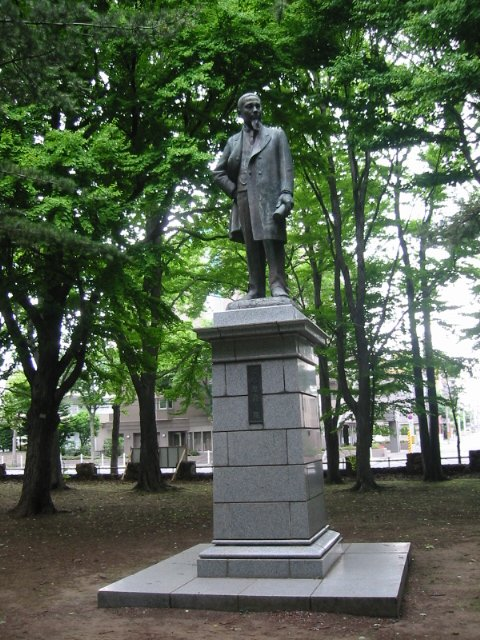
岩村通俊の像（2007年7月）
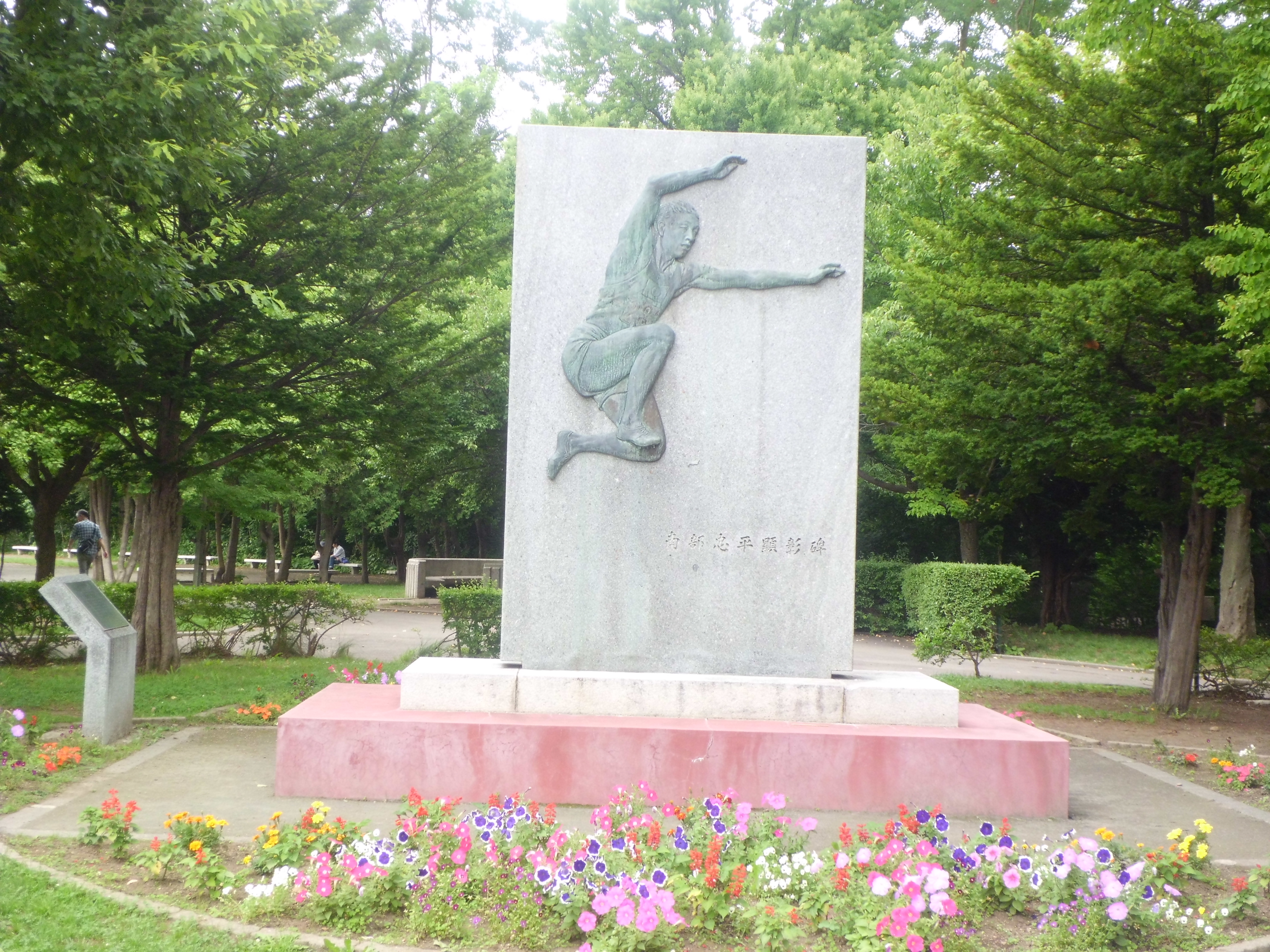
南部忠平顕彰碑（2015年8月）

## 参考資料
- 『さっぽろ文庫』 12 藻岩・円山、札幌市。2016年1月13日閲覧。
- “円山公園の歴史”. 円山公園.   札幌市公園緑化協会. 2016年1月12日閲覧。
- “円山の歴史”. コーナー円山. 2016年1月12日閲覧。